# 龙袍街道
龙袍街道是中华人民共和国江苏省南京市六合区下辖的一个街道办事处。
2012年8月17日，江苏省人民政府批复同意撤销龙袍镇、东沟镇，将原两镇所辖区域合并设立龙袍街道办事处。街道办事处驻龙腾路1号。

## 行政区划
龙袍街道下辖以下村级行政区划单位：
蔡庄社区、东沟社区、大河口社区、金塘村、熊柳村、新生村、孙赵村、东河村、张窑村、团结村、划子口社区、长江村、白庙村、楼子村、渔樵村、邵东村、新桥村、鹅留村和赵坝村。